# Lasiogryllus
Lasiogryllus is een geslacht van rechtvleugeligen uit de familie krekels (Gryllidae). De wetenschappelijke naam van dit geslacht is voor het eerst geldig gepubliceerd in 1930 door Lucien Chopard.

## Soorten
Het geslacht Lasiogryllus  is monotypisch en omvat slechts de volgende soort:
- Lasiogryllus albipalpus (Chopard, 1930)